# Синфазний сигнал
Синфазний сигнал — складова аналогового сигналу, присутня з одним знаком, амплітудою і фазою на всіх провідниках, що розглядаються. У електроніці, де сигнал передається з використанням напруги, синфазний сигнал визначається зазвичай як півсума напруг:
{\displaystyle U_{cu\varkappa \phi }={\frac {U_{1}+U_{2}}{2}}}
Синфазний сигнал можна розрахувати, знаючи величину диференціального сигналу {\displaystyle (U_{\partial u\phi })} і величину аналогового сигналу {\displaystyle (U)} на одному з провідників:
{\displaystyle U_{cu\varkappa \phi }=U-U_{\partial u\phi }/2}

## Синфазний сигнал в диференціальних підсилювачах
Диференціальний підсилювач —  електронний підсилювач, призначений для підсилення диференційного сигналу. Застосовується у випадках, коли необхідно підсилити різницю напруг за наявності значної синфазної складової. Однак через нелінійність вхідних кіл підсилювача, частина вхідної синфазної напруги також підсилюється. Ступінь придушення вхідної синфазної напруги називається коефіцієнтом послаблення синфазного сигналу (КПСС), він нормується і зазвичай виражається в децибелах напруги. Для операційних підсилювачів загального застосування КПСС становить порядку 65 ... 100 дБ.